# Vincent Trocheck
Vincent Trocheck (* 11. července 1993, Pittsburgh, Pensylvánie) je americký hokejový útočník hrající v severoamerické National Hockey League (NHL) za tým New York Rangers. Byl draftován v roce 2011 ze 64. pozice týmem Florida Panthers.

## Hráčská kariéra
Trocheck se narodil v pensylvánském městě Pittsburgh, kde hrával za amatérskou organizaci Pittsburgh Hornets pro hráče do věku 13. let, než se s rodinou odstěhoval do Detroitu. Tam nastupoval za tým Detroit Little Caesars, se kterým se stal dvakrát národním šampiónem a dvakrát ovládl kanadské bodování v lize MWEHL. Později se přesunul do týmu Saginaw Spirit, působící v kanadské juniorské lize Ontario Hockey League (OHL), který si ho vybral během draftu do OHL z 24. pozice. V jeho druhé sezóně za Spirit (2010/11), byl vybrán do CHL Top Prospects Game, pro hráče Canadian Hockey League s nejlepšími vyhlídkami pro National Hockey League (NHL).
Během draftu NHL v roce 2011 si ho ve 3. kole jako 64. celkově vybral tým Florida Panthers. Dne 23. dubna 2012 podepsal s tímto týmem tříletou nováčkovskou smlouvu.
Trocheck byl odměněn za jeho vynikající sezónu 2012/13 v OHL za týmy Saginaw a Plymouth Whalers jmenováním do Prvního All-Star Týmu této soutěže.

## Reprezentační kariéra
USA reprezentoval na Mistrovství světa v ledním hokeji do 20 let v ruské Ufě v roce 2011, kde s týmem vybojoval po finálové výhře nad Švédskem zlaté medaile. Na turnaji si v 7 zápasech připsal 3 góly a 3 asistence, včetně gólů do prázdné branky a jedné asistence ve finálovém utkání. Za USA nastoupil i na MS 2014 v Bělorusku, kde si v 7 utkáních nepřipsal žádný bod a s týmem obsadil 6. příčku.
Dne 2. září 2016 nahradil v nominaci výběru do 23 let pro Světový pohár v ledním hokeji 2016 v Torontu vedenou Toddem McLellanem zraněného kanadského útočníka Seana Monahana. S týmem obsadil konečné 5. místo, když nedokázali postoupit ze skupiny. Na turnaji zaznamenal ve třech odehraných utkáních jednu branku.

## Ocenění a úspěchy
| Cena                         | Sezóna/Rok | Ref.  |
| ---------------------------- | ---------- | ----- |
| OHL                          |            |       |
| CHL Top Prospects Game       | 2010/11    |       |
| První All-Star Tým           | 2012/13    |       |
| Eddie Powers Memorial Trophy | 2013       |       |
| Red Tilson Trophy            | 2013       | [ 8 ] |

## Prvenství
- Debut v NHL – 7. března 2014 (Florida Panthers proti Buffalo Sabres)
- První gól v NHL – 14. března 2014 (Florida Panthers proti New Jersey Devils, do prázdné branky)
- První asistence v NHL – 23. března 2014 (Anaheim Ducks proti Florida Panthers)
- První hattrick v NHL – 12. února 2018 (Edmonton Oilers proti Florida Panthers)

## Klubové statistiky
| Sezóna      | Klub                   | Soutěž      |     | Základní část | Základní část | Základní část | Základní část | Základní část |    | Play off | Play off | Play off | Play off | Play off |
| Sezóna      | Klub                   | Soutěž      | Z   | G             | A             | B             | TM            | Z             | G  | A        | B        | TM       |          |          |
| 2008/09     | Detroit Little Caesars | MWEHL       | 44  | 27            | 19            | 46            | 32            | 7             | 1  | 4        | 5        | 0        |          |          |
| 2009/10     | Saginaw Spirit         | OHL         | 68  | 15            | 28            | 43            | 56            | 6             | 2  | 2        | 4        | 2        |          |          |
| 2010/11     | Saginaw Spirit         | OHL         | 68  | 26            | 36            | 62            | 60            | 12            | 6  | 5        | 11       | 4        |          |          |
| 2011/12     | Saginaw Spirit         | OHL         | 65  | 29            | 56            | 85            | 65            | 12            | 5  | 6        | 11       | 10       |          |          |
| 2012/13     | Saginaw Spirit         | OHL         | 35  | 24            | 26            | 50            | 34            | —             | —  | —        | —        | —        |          |          |
| 2012/13     | Plymouth Whalers       | OHL         | 28  | 26            | 33            | 59            | 24            | 15            | 10 | 14       | 24       | 8        |          |          |
| 2013/14     | San Antonio Rampage    | AHL         | 55  | 16            | 26            | 42            | 32            | —             | —  | —        | —        | —        |          |          |
| 2013/14     | Florida Panthers       | NHL         | 20  | 5             | 3             | 8             | 6             | —             | —  | —        | —        | —        |          |          |
| 2014/15     | San Antonio Rampage    | AHL         | 23  | 8             | 11            | 19            | 19            | 3             | 1  | 1        | 2        | 2        |          |          |
| 2014/15     | Florida Panthers       | NHL         | 50  | 7             | 15            | 22            | 24            | —             | —  | —        | —        | —        |          |          |
| 2015/16     | Florida Panthers       | NHL         | 76  | 25            | 28            | 53            | 44            | 2             | 0  | 1        | 1        | 0        |          |          |
| 2016/17     | Florida Panthers       | NHL         | 82  | 23            | 31            | 54            | 43            | —             | —  | —        | —        | —        |          |          |
| 2017/18     | Florida Panthers       | NHL         | 82  | 31            | 44            | 75            | 54            | —             | —  | —        | —        | —        |          |          |
| 2018/19     | Florida Panthers       | NHL         | 55  | 10            | 24            | 34            | 54            | —             | —  | —        | —        | —        |          |          |
| 2019/20     | Florida Panthers       | NHL         | 55  | 10            | 26            | 36            | 33            | –             | –  | –        | –        | –        |          |          |
| 2019/20     | Carolina Hurricanes    | NHL         | 7   | 1             | 1             | 2             | 16            | 8             | 0  | 2        | 2        | 4        |          |          |
| 2020/21     | Carolina Hurricanes    | NHL         | 47  | 17            | 26            | 43            | 20            | 9             | 2  | 1        | 3        | 4        |          |          |
| 2021/22     | Carolina Hurricanes    | NHL         | 81  | 21            | 30            | 51            | 78            | 14            | 6  | 4        | 10       | 10       |          |          |
| 2022/23     | New York Rangers       | NHL         | 82  | 22            | 42            | 64            | 58            | 7             | 1  | 0        | 1        | 14       |          |          |
| 2023/24     | New York Rangers       | NHL         | 82  | 25            | 52            | 77            | 55            | 16            | 8  | 12       | 20       | 10       |          |          |
| NHL celkově | NHL celkově            | NHL celkově | 719 | 197           | 322           | 519           | 485           | 56            | 17 | 20       | 37       | 42       |          |          |

## Reprezentace
| Rok             | Tým                   | Soutěž          | Z  | G | A | B | TM |
| --------------- | --------------------- | --------------- | -- | - | - | - | -- |
| 2013            | USA 20                | MSJ             | 7  | 3 | 3 | 6 | 10 |
| 2014            | USA                   | MS              | 7  | 0 | 0 | 0 | 4  |
| 2016            | Výběr Severní Ameriky | SP              | 3  | 1 | 0 | 1 | 2  |
| Junioři celkově | Junioři celkově       | Junioři celkově | 7  | 3 | 3 | 6 | 10 |
| Senioři celkově | Senioři celkově       | Senioři celkově | 10 | 1 | 0 | 1 | 6  |